# Sedophascolomys medius
Sedophascolomys medius és una espècie extinta de marsupials diprotodonts de la família dels uombats (Vombatidae) que visqueren a Oceania entre el Pliocè inferior i el Plistocè inferior. Se n'han trobat restes fòssils a Nova Gal·les del Sud i Queensland (Austràlia). Classificat originalment en el gènere Vombatus, des del 2015 és l'única espècie del gènere Sedophascolomys. El nom genèric Sedophascolomys és una combinació del mot llatí sedo, que significa 'calmar', i el nom del gènere Phascolomys, avui en dia considerat un sinònim més modern de Vombatus. Es calcula que era un xic més gros que els uombats d'avui en dia i que atenyia un pes de 70-75 kilograms.